# 적란운 그래피티/Fallin' Fallin' Fallin'
「적란운 그라피티/Fallin' Fallin' Fallin'」(積乱雲グラフィティ／Fallin' Fallin' Fallin')은 supercell의 ryo와 Dixie Flatline의 양 A면의 스플릿 싱글이다. 2011년 8월 31일에 SOULTAG로부터 발매되었다.

## 개요
보컬은 음성 합성 소프트 하츠네 미쿠를 이용하고 있다. 초회 한정반은 슬리브 사양이 되어 있어, 자켓 일러스트를 우키 아츠야가 담당했다.
「적란운 그라피티」는 「ryo (supercell) feat.하츠네 미쿠」명의, 「Fallin' Fallin' Fallin'」은 「Dixie Flatline feat.하츠네 미쿠」 명의의 곡이지만, 작사의 담당한 것은 명의와는 역으로, 서로의 곡을 작사를 서로 하는 형태가 되고 있다. 「적란운 그라피티」는, 플레이 스테이션 포터블 전용 소프트 「하츠네 미쿠 Project DIVA-extend」의 테마 송으로서 기용되었다.
덧붙여서 본작의 발매일(2011년 8월 31일)은 그  4년 전에 하츠네 미쿠가 발매된 날(2007년의 같은 날)이기도 하다. 원래 생일의 설정은 없지만, 하츠네 미쿠의 발매원 크립톤 퓨처 미디어조차 8월 31일을 하츠네 미쿠의 「생일」로서 취급하고 있어 캐릭터로서의 하츠네 미쿠에 있어서 소위 「생일 릴리스」가 된다.

## 수록곡
1. 적란운 그라피티(積乱雲グラフィティ) [3:35]
노래：ryo (supercell) feat.하츠네 미쿠
작사：Dixie Flatline、작곡·편곡·가창 제작：ryo
2. Fallin' Fallin' Fallin' [3:27]
노래：Dixie Flatline feat.하츠네 미쿠
작사：ryo、작곡·편곡·가창 제작：Dixie Flatline
3. 적란운 그라피티（Remixed by baker） [4:30]
노래：ryo feat.하츠네 미쿠
4. 적란운 그라피티（Instrumental）
5. Fallin' Fallin' Fallin'（Instrumental）